# النادي الأهلي الصفاقسي
النادي الأهلي الصفاقسي هو نادي تونسي تأسس عام 1984 .وهو نادي في رابطة الهواة الثانية 2  بتونس ومن أهم مواهبه اللاعب الشاب يامن العيادي  

## مشاركات
- كأس تونس[1]